# Dangelsbach (Melk)
Der Dangelsbach ist ein rechter Zufluss zur Melk in St. Leonhard am Forst in Niederösterreich.
Der Dangelsbach entspringt im Gemeindegebiet von Mank südöstlich von Grimmegg am Übergang ins benachbarte Hörsdorf und fließt von dort in Richtung Nordwesten ab, worauf er rechts den Bach von Stockhof aufnimmt und links den aus Apfaltersbach kommenden Abfaltersbach. Nach der Passage des namengebenden Ortes Dangelsbach fließt der Dangelsbach in St. Leonhard von der rechten Seite in die Melk ein. Sein Einzugsgebiet umfasst 5,5 km² in weitgehend offener Landschaft.